# Фригийская религия
Фригийская религия — религия в древней Фригии.
Основа фригийской религии — местные племенные культы, а также религия древних греков из Македонии и Фракии, которые составили основу фригийского народа в конце 2 тыс. до н. э..
Центрaльный культ — культ Великой матери — богини Кибелы (другие имена: Ма, Реея), и молодого умирающего и воскресающего бога Аттиса.

## Кибела

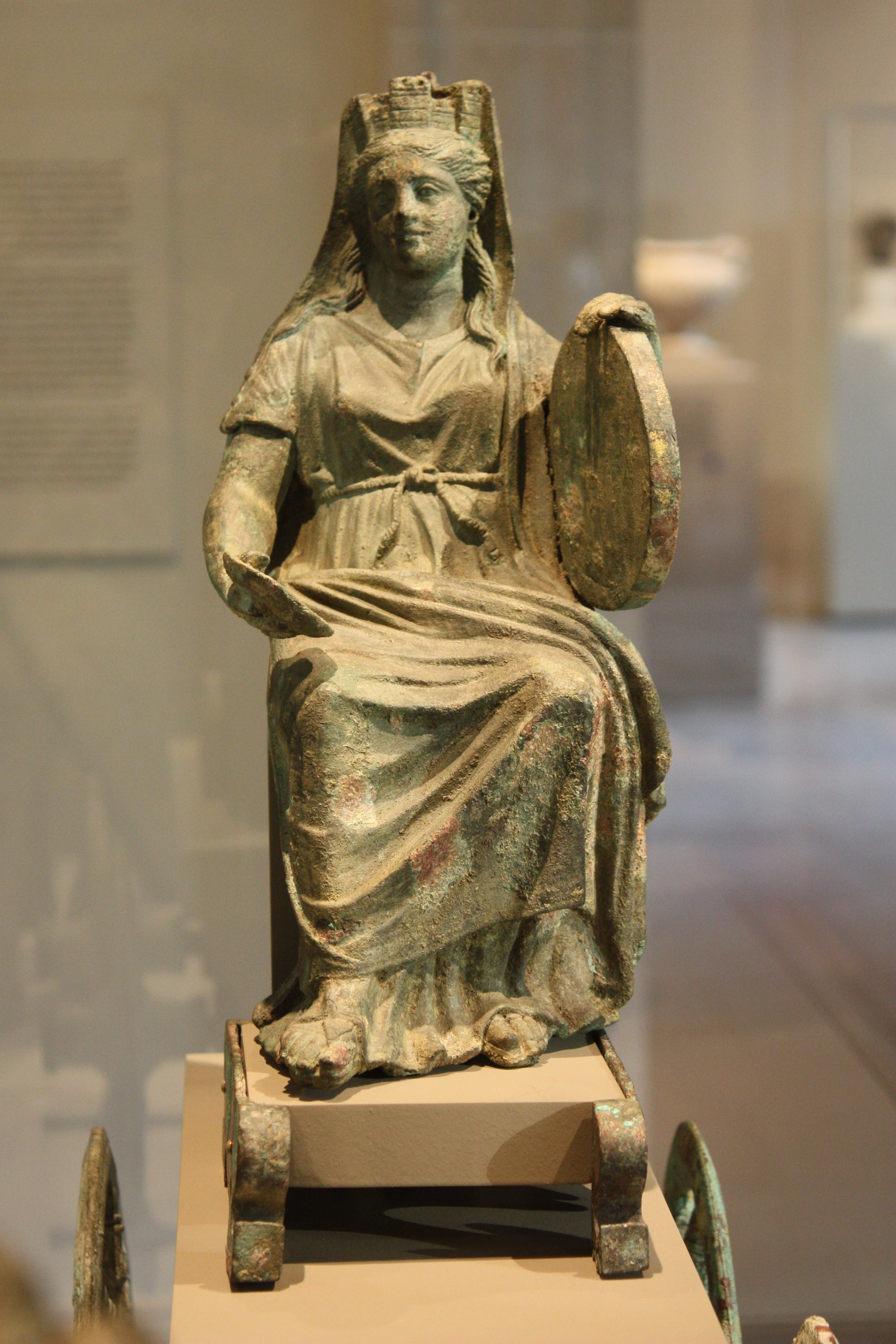
Бронзовая статуэтка Кибелы, II в. н. э.

Кибе́ла известна также под именами Кивева, Диндимена, Идейская мать, Великая Мать богов. По функциям близка к богине Рее, иногда вплоть до отождествления. Согласно Страбону, получила своё имя от Кибел. Её храм в Сардах упоминал Геродот.

## Аттис
В отличие от хеттов, у которых также существовал культ Аттиса, у фригийцев этот культ приобрел своеобразный социально-экономический и политического окрас: царская верхушка, опасаясь растущей власти служилого чиновничества, пыталась утвердить наследственность своих чинов и богатств, часто использовала евнухов в должностях высших чиновников и военачальников; молодые евнухи имели безусловные преимущества в образовании и карьере перед своими ровесниками. Высшие чиновники и жрецы, будучи евнухами, требовали идеологического оправдания своего положения.
Согласно мифу об Аттисе, который, во избежание домогательств своей матери, подверг себя самооскоплению и умер под сосной, был воскрешён богиней, полюбившей его. Этим событиям были посвящены особые весенние праздники, которые ещё у хеттов вошли в государственный культ.
Во Фригийском культе тоже были распространены обряды и самооскопления жрецов, посвятивших себя богу Аттису; этим они освобождали себя от страстей.

## Сабазий
Фригийцы также почитали Сабазия — верховного рогатого бога, согласно Страбону, «некоторым образом он дитя» Матери богов.
Греки отождествляли его с Дионисом или даже с самим Зевсом. Лукиан Самосатский сопоставлял Сабазия с другими фригийскими божествами — Атисом, Кибелой, Корибантом; у других писателей Сабазий сближается с малоазийским и сирийским божеством луны — Mên, именем которого называлась деревня во Фригии. На некоторых памятниках Сабазий именуется «владыкой вселенной»; самое имя божества — общего корня с санскр. sabhâdj, чтимый, и с греч. σέβειν, чтить.
В наиближайшей связи Сабазий находился во Фригии с первенствующим женским божеством Mά, великой матерью богов и всего сущего, вместе с ней образуя верховную божественную двоицу; в этом виде Сабазий носит имя «отца» или «бога».
Во Фригии, (как и во Фракии) главные божества, мужское и женское, образовавшие верховную двоицу, в свою очередь двоились: с одной стороны Сабазий и сын его Атис, с другой — Котис и дочь её Бендида, так что первоначальный эпитет становился именем другого божества, отдельного от первого, но весьма близкого ему по происхождению и в мифологических сочетаниях.